# Eudossio
Eudossio (in latino Eudoxius, in greco Εὐδόξιος?; ... – 370), fu vescovo di Germanicia (a nord di Antiochia), patriarca di Antiochia e successivamente arcivescovo di Costantinopoli, dal 27 gennaio 360 alla sua morte. Fu uno dei più influenti esponenti dell'arianesimo.

## Biografia
La sua ortodossia venne negata da Eustazio, patriarca di Antiochia, ma quando questi venne deposto nel 331, Eudossio venne ordinato vescovo di Germanicia, al confine tra Siria, Cilicia e Cappadocia. Partecipò in questa veste al Concilio della Dedicazione, in cui le posizioni dell'Arianesimo vennero autorizzate dalla formulazione del cosiddetto Credo della Dedicazione. Nel 343 o 347 si tennero due concili rivali, quello di Serdica e quello di Filippopoli: Eudossio partecipò al secondo, che promulgò un credo ancora più spostato sulle posizioni ariane.
Tra il 355 e il 359 Eudossio prestò servizio presso la corte occidentale dell'imperatore. Quando seppe della morte del vescovo di Antiochia, Leonzio, si allontanò con la scusa di doversi occupare degli affari di Germanicia, ma invece si recò ad Antiochia di Siria, dove si presentò come il vescovo inviato dall'imperatore. Costanzo II scrisse alla Chiesa di Antiochia negando di aver nominato Eudossio nuovo vescovo.
Nel settembre del 359 si tenne il Concilio di Seleucia a Seleucia Isauria dove, nonostante il partito degli ortodossi fosse in minoranza e venisse confermato il "Credo della Dedicazione", Eudossio venne deposto: cercò allora rifugio a Costantinopoli, a corte.
Qui, con il sostegno dei seguaci di Acacio di Cesarea, si fece nominare vescovo dopo la morte di Macedonio e il 27 gennaio 360 prese possesso del trono davanti a 72 vescovi.
Il suo primo atto di rilievo fu la dedica, il 15 febbraio, della Chiesa di Santa Sofia, la cui costruzione era stata iniziata da Costanzo II nel 342.
Eudossio consacrò il suo amico Eunomio vescovo di Cizico, ma l'imperatore ricevette tante lamentele al riguardo che diede poi l'ordine a Eudossio di deporlo, cosa che il vescovo di Costantinopoli non fece, convincendo invece Eunomio a dimettersi senza destare scalpore.
Nel 365 venne attaccato dai "Macedoniani", i sostenitori del Semiarianesimo, i quali tennero un incontro a Lampsaco, in cui confermarono il Credo della Dedicazione e al quale invitarono Eudossio e il suo partito: quando Eudossio non comparve dinanzi a loro, i Macedoniani lo dichiararono decaduto, ma l'imperatore Valente non confermò la decisione. Lo stesso imperatore si fece battezzare da Eudossio nel 367, in occasione della guerra gotica, probabilmente convinto dalla moglie; nello stesso anno promulgò un ordine, senza dubbio dietro consiglio di Eudossio, con il quale esiliava tutti quei vescovi che erano stati esiliati da Costanzo e in seguito reintegrati da Giuliano.
Eudossio morì nel 370.